# 石渡美奈
石渡 美奈（いしわたり みな、1968年 - ）は、日本の実業家。ホッピービバレッジの3代目代表取締役社長。

## 来歴
ホッピーの開発者であり、コクカ飲料株式会社（現：ホッピービバレッジ株式会社）創業者である石渡秀の孫として、東京都で生まれる。小学1年生まで目黒区都立大学駅辺りに住み、その後、港区赤坂に引っ越して、小学校2年生で港区立檜町小学校（1992年に港区立赤坂小学校に統合）に転校。実父はPTA会長をしていた。田園調布雙葉中学校・高等学校、立教大学文学部卒業後、日清製粉入社。人事部配属となるが、25歳で寿退社。広告会社の営業アシスタントとして働くことになり仕事の面白さに目覚めるが、夜遅くまでの勤務が続き、結婚半年で離婚した。
1994年の規制緩和によって、ビール醸造免許の取得が容易になると、父が祖父の夢でもあったビール醸造免許を取得する。父の跡を継ぐことを決意し、1997年にコクカ飲料入社、広報宣伝を担当。経営悪化で、2001年に父方のいとこやその派閥に連なる古参の幹部社員が複数辞め、2002年の売上高は8億円にまで落ち込んだ。2003年5月、副社長に就任すると、工場の不透明な取引きや、古い慣習を断ち切り、「低カロリー・低糖質、そしてプリン体ゼロ」という宣伝を打った。管理、営業担当者の大幅人事刷新となり、創業以来初めて新卒社員を採用した。組織改革の成功と、自らを広告塔としたイメージ戦略と地道な営業活動が市場に浸透し、売上高も約40億円と回復した。2010年、実父に代わって代表取締役社長に就任。
2006年から、ラジオ番組『看板娘ホッピー・ミーナの HOPPY HAPPY BAR』パーソナリティーを務める。2009年5月14日には『経済ドキュメンタリードラマ ルビコンの決断』で「ホッピー3代目お嬢様の挑戦」がテレビ放送され、本人役を島崎和歌子が演じた。
早稲田大学大学院商学研究科修士課程修了、経営学修士（MBA）。2016年、慶應義塾大学大学院システムデザイン・マネジメント研究科修士課程修了。立教大学評議員、立教大学港区セントポールクラブ幹事長を歴任。
2020年から、SUPER GTに参戦するHOPPY team TSUCHIYAの共同代表に就任する。

## 著書
- 『社長が変われば会社は変わる!』（阪急コミュニケーションズ、2007年）
- 『社長が変われば社員は変わる』（あさ出版、2010年）
- 『ホッピーの教科書』（日経BP社、2010年）
- 『ホッピーでHAPPY!』（文芸春秋社、2010年）
- 『技術は真似できても､育てた社員は真似できない』（総合法令出版、2012年）